# Alan McLeod McCulloch
Pour les articles homonymes, voir McCulloch.
Alan McLeod McCulloch, né le 5 août 1907 à Saint-Kilda (Victoria) et mort le 21 décembre 1992 à Kew (Victoria), est l'un des principaux critiques d'art australiens pendant plus de 60 ans, historien de l'art et directeur de galerie, cartoonist et peintre.

## Biographie

### Jeunesse

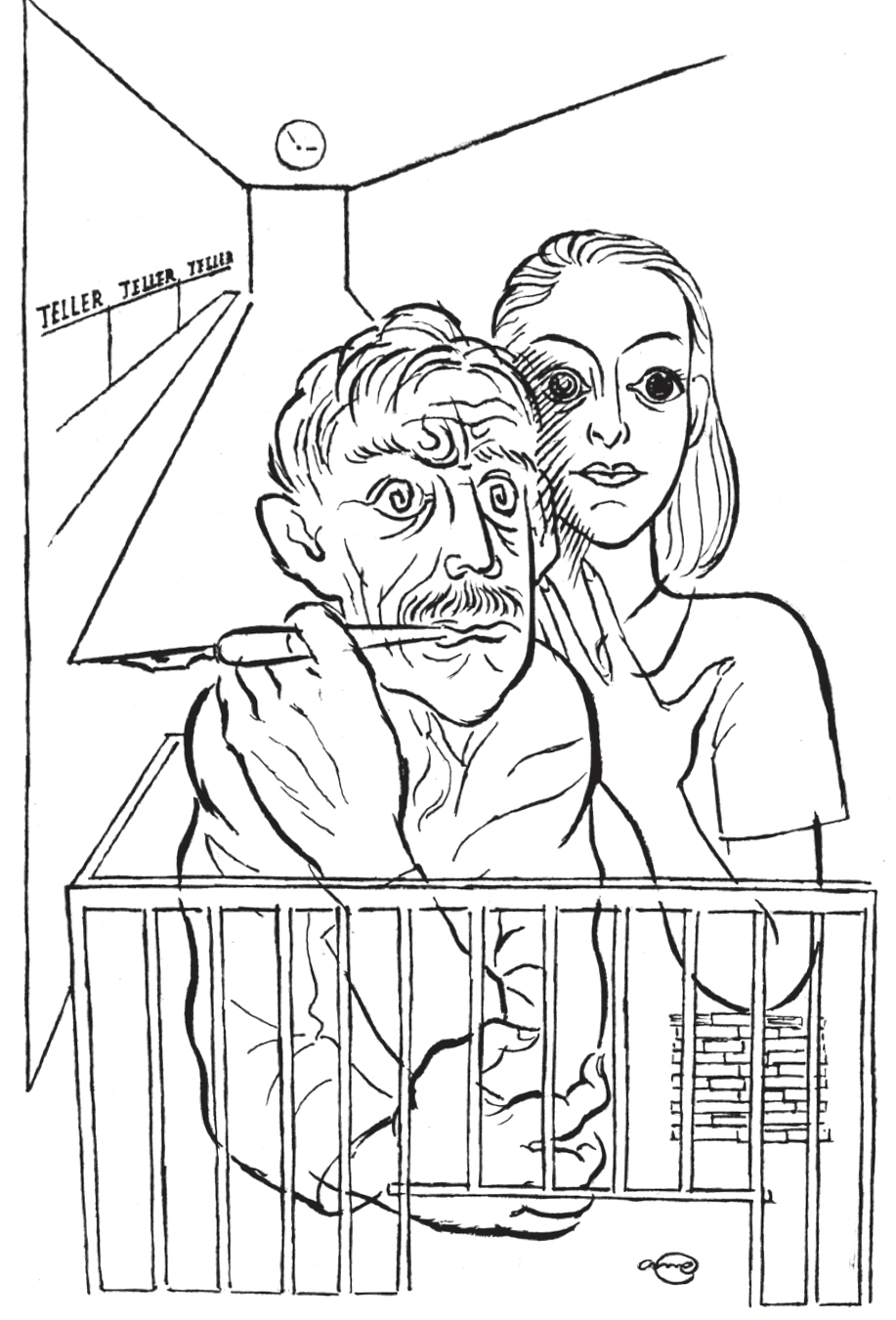
Dessin d'Alan McCulloch de lui-même et de sa future épouse vers 1938. Reproduit dans McCulloch's Trial par Tandem, 1950.

Alan McLeod McCulloch est né d'Annie (née Mcleod) et d'Alexander le 5 août 1907 à St Kilda à Melbourne, et grandit à Mosman, Sydney. Son père l'incite à considérer « les arts comme la chose la plus importante dans la vie » et Alan développe donc un vif intérêt pour l'art dès son enfance. La famille retourne à Melbourne après la mort de son père et lorsqu'Alan a dix ans, il vit au 341 Malvern Rd. Malvern East. Il fréquente le Scotch College de 1920 à 1922, puis travaille pour subvenir aux besoins de la famille. Il occupe un poste d'employé de bureau chez BHP à Melbourne, puis travaille comme caissier à la Commonwealth Bank pendant dix-huit ans. Inspiré en 1925 par le discours du caricaturiste Will Dyson (en) sur la satire politique et par la visite de son atelier, il s'inscrit à des cours du soir au Working Men's College, puis à la National Gallery School (1926-1935).

### Carrière
Après avoir écrit une critique de The Billy Boy de William Dobell en 1943 pour l'Argus, McCulloch est engagé comme critique d'art de 1944 à 1947, et après la Seconde Guerre mondiale, au cours de laquelle son frère Wilfred, artiste, est tué lors de la bataille de Singapour, Alan devient rédacteur artistique, sous la direction de George H. Johnston, d'un nouveau magazine national hebdomadaire Argus, Picture Post, pour lequel il est également recruté comme cartoonist.
Inspirés par la qualité et le prestige du magazine allemand Simplissimuss, ils publient des écrivains australiens de renom et commandent des illustrations aux 'Dunera boys' Frederick Schonbach, Erwin Fabian (de) et Klaus Friedeberger, ainsi qu'à d'autres artistes comme Albert Tucker et Noel Counihan. Mais après trois ans, ils sont licenciés pour avoir ignoré les directives qui exigent une attitude hostile envers les artistes de gauche, et le magazine devint l'Australasian Post (en), avec une philosophie très différente.
Il rappele;
« Suddenly I was on top of the world. I started writing about all the people I thought were going to be good in the future. I published a lot of such as Arthur Boyd and Albert Tucker's drawings. It lasted three years. The Argus hated the things I wrote, regarding them as far too left-wing. I was regarded as a dangerous character. »
« Soudain, j'étais au sommet du monde. J'ai commencé à écrire sur toutes les personnes qui, selon moi, allaient être bonnes à l'avenir. J'ai publié beaucoup de dessins, comme ceux d'Arthur Boyd et d'Albert Tucker. Cela a duré trois ans. L'Argus détestait ce que j'écrivais, le jugeant beaucoup trop à gauche. J'étais considéré comme un personnage dangereux. »
George H. Johnston part pour la Grèce, et Alan McLeod McCulloch pour les États-Unis depuis Sydney sur le SS Marine Phoenix, accompagné de sa mère Annie et d'un ami, Gavin Casey. Arrivé à San Francisco le 2 mai 1947 avec seulement 1 000 livres sterling, il se rend à pied à Los Angeles. Là, en 1948, il épouse Ellen Bromley Moscovitz (1908-1991), actrice, femme d'affaires et citoyenne américaine née en Australie. Ils resteront ensemble jusqu'à la mort de cette dernière en 1991.
Jusqu'en 1949, sa femme et lui parcourent l'Amérique, rencontrant Marcel Duchamp et d'autres surréalistes, et McCullloch consigne leurs voyages dans Highway Forty tout en écrivant des articles pour des magazines. Le couple parcourt l'Europe en tandem, de Paris à Positano en Italie, et rend visite à Georges Braque à Paris, où il est attiré par l'École de Paris, aventures qu'il relate dans Trial by Tandem. Ils quittent l'Angleterre pour l'Australie à bord du RMS Strathmore (en) le 26 octobre 1949.
De retour en Australie en 1951, il devient rédacteur en chef adjoint de Meanjin (jusqu'en 1963) et est invité par Keith Murdoch à devenir critique d'art au Melbourne Herald, de 1952 à 1982.
Dans les années 1960, il est nommé correspondant australien du magazine européen Art International (en) et créé le prix d'art annuel Georges Invitation.
En tant qu'artiste, Alan McLeod McCulloch organise plusieurs expositions individuelles de ses peintures et dessins à Londres et à Melbourne.
En tant que conservateur, il monte en 1965 une exposition de peintures sur écorce aborigènes provenant des collections Chaseling et Cahill du Museums Victoria (en), qui est présentée aux États-Unis dans l'État  du Texas au Musée des Beaux-Arts de Houston.
Vivant une vie maritime à Shoreham, dans la baie de Western Port, Alan McLeod McCulloch devient le premier directeur (1970-1992) de la Mornington Peninsula Regional Gallery, créée en 1969 par le Mornington Shire Council, et c'est sous sa direction que la MPRG commence à développer une collection spécialisée d'estampes et de dessins australiens,. Il est commissaire de l'exposition itinérante The Heroic Years of Australian Art 1977-78. En 1981, après s'être retiré de la critique d'art, il travaille en 1980 à la collecte de fonds pour la construction d'un nouveau centre d'art à Mornington, qui est inauguré par le premier ministre John Cain le 17 novembre 1991, peu avant qu'Alan McLeod McCulloch ne prenne sa retraite en tant que directeur.

### The Encyclopedia of Australian Art
En 1968, Alan McLeod McCulloch produit son œuvre la plus importante, l'Encyclopedia of Australian Art, avec le soutien de Voss Smith, qui a établi une succursale de Christie's à Melbourne et qui, en tant que représentant australien des éditions Hutchinson, réussi à convaincre son bureau de Londres de publier ce monumental ouvrage de référence,, qui commence comme un album de coupures de presse conservé depuis les années 1940 et qui devient la principale référence pour les connaisseurs, les collectionneurs, les marchands, les critiques et les historiens de l'art australien.
Il est le seul auteur de plusieurs mises à jour et réimpressions, ainsi que d'une nouvelle édition complète en deux volumes en 1984, avant d'être rejoint par sa fille Susan McCulloch en 1990, qui coédite la troisième édition, en 1994. La note personnelle d'Alan McLeod McCulloch est la dernière chose qu'il a écrite, deux semaines avant sa mort. Il y déclare :
« Comme pour l'électricité, nous savons ce que fait l'art, mais nous ne savons pas ce qu'il est. Tous ceux qui ont tenté de résoudre ce problème ont conclu que le mot "art" ne pouvait être défini. Murray a étayé cette conclusion en répondant à une question sur son Oxford English Dictionary : "le mot "art" m'a donné plus de fil à retordre que n'importe quel autre mot de la langue anglaise" »,.
Sa fille Susan et sa petite-fille Emily McCulloch Childs, spécialistes de l'art indigène australien, poursuivent le travail sur l'Encyclopedia jusqu'à la troisième génération, en utilisant les critères établis par Alan McLeod McCulloch en 1968 ; les artistes sont choisis pour être inclus si leur travail est représenté par des achats importants dans une galerie nationale, régionale ou d'État, ou s'ils ont remporté un prix important. L'Encyclopedia en est à sa quatrième édition (2006).

### Mort et héritage
Après la mort d'Ellen, son épouse depuis 45 ans, Alan McLeod McCulloch, après s'être remis d'une opération et souffrant de la maladie de Parkinson, s'installe en mars 1991 dans une maison de retraite à Kew, et dans les mois qui lui restent, il reprend ses activités artistiques et entretient ses amitiés en recevant la visite de Louis Kahan, Albert Tucker et Andrew Sibley, et avec sa fille Susan, il travaille à la troisième édition de leur Encyclopedia,.
Ce déménagement, et les frais qu'il entraîne, le contraint à vendre aux enchères, le 29 août 1991, sa collection de 450 œuvres d'art et de souvenirs à la Victorian Artists Society. Tous les lots sont vendus, principalement à des collectionneurs et à des amis du critique, écrivain et artiste de 84 ans. Le prix le plus élevé est de 9 000 dollars pour l'une des deux huiles de John Peter Russell, tandis que le blogueur de Tom Roberts, Andrew McKenzie, achète la palette de l'impressionniste australien pour 1 200 dollars. Les caricatures de McCulloch pour l'Australasian Post rapportent en moyenne 100 dollars chacune. Selon The Age, malgré le ralentissement actuel du marché de l'art, de nombreux collectionneurs font de bonnes affaires.
Alan McLeod McCulloch meurt le 21 décembre 1992 dans un logement pour personnes âgées. On se souvient de lui comme d'un défenseur acharné du modernisme pour son Encyclopedia et pour ses critiques de journaux et de magazines défendant et promouvant les travaux de Charles Blackman, John Brack, Leonard French, Julius Kane, Roger Kemp (en), Inge King, Clifford Last (en), Clement Meadmore (en), John Perceval, Clifton Pugh (en) et Fred Williams. Bien que sceptique à l'égard de l'abstraction de la peinture en champs de couleur, il a néanmoins soutenu ses partisans Sidney Ball, Janet Dawson (en), Robert Jacks (en) et Jan Senbergs. Dans sa nécrologie, le critique d'art Christopher Heathcote a rendu hommage à Alan McCulloch comme...
« ...l'un des plus grands défenseurs de l'art moderne australien. Pendant plus de 30 ans, il a tenté d'encourager la peinture et la sculpture de pointe... La scène artistique contemporaine telle que nous la connaissons aujourd'hui ne se serait pas développée sans son engagement résolu en faveur de la culture australienne contemporaine... Ses écrits ne s'intéressaient peut-être pas à des idées complexes, mais cet homme calme et doux était sans doute le critique d'art le plus influent à avoir exercé dans ce pays. ».
Arthur Boyd est un jeune artiste de 15 ans lorsque McCulloch et son frère Wilfred, également peintre, l'encouragent à faire carrière dans l'art et ils entretiennent une amitié durable, Boyd vivant avec les McCulloch à Shoreham où les deux hommes construisent un studio dans lequel ils peignent tous les deux. Pendant son séjour en Europe dans les années 1940, McCulloch a noué des contacts durables avec des critiques d'art et a fondé plus tard une branche australienne de l'Association internationale des critiques d'art.

## Récompenses
- Officier de l'Ordre d'Australie (1976)
- Docteur honoraire de l'Université de Melbourne
- Médaille émérite, Australia Council[1],[30].

## Expositions
- 1953: Melbourne Painters Exhibition, McCulloch with Charles Blackman, Arthur Boyd, John Brack, Leonard French, Roger Kemp (en), Stanislaus Ostoja-Kotkowski. Macquarie Galleries, Sydney, NSW[10].
- 1991, to 22 April: Laughter on the Line, works commissioned by, or drawn by, McCulloch while arts editor of Australasian Post. Morington Peninsula Arts Centre[31].

## Collections contenant des œuvres d'Alan McCulloch
- Galerie nationale d'Australie, Canberra, ACT[32].
- Musée national du Victoria, Melbourne, Victoria[33].
- Mornington Peninsula Regional Gallery, Victoria[34].
- Art Gallery of Western Australia, Perth, Western Australia[35].

## Publications
- McCulloch, Alan, McCulloch, Susan & McCulloch Childs, Emily. McCulloch's Encyclopedia of Australian Art. 2006 Fitzroy, Victoria : Aus Art Editions (4ème édition révisée)
- McCulloch, Alan; & McCulloch, Susan. Encyclopedia of Australian art. 1994 St Leonards, NSW : Allen & Unwin (3rd revised edition)
- Alan MacCulloch et John Henshaw, The Golden Age of Australian Painting : Impressionism and the Heidelberg School, Australian Art Library, Lansdowne, 1969 (OCLC 716202343)
- McCulloch, Alan. Aboriginal bark paintings from the Cahill and Chaseling collections, National Museum of Victoria, Melbourne, Australia, Museum of Fine Arts, Houston, Texas. (catalogue d'une exposition, 17 décembre 1965 - 30 janvier 1966)
- (en) Alan McCulloch, Selected Drawings from the Collections of the Mornington Peninsula Arts Centre, Mornington Peninsula Arts Centre, 1983 (ISBN 0-9591265-0-3, OCLC 27620037)
- (en) Alan McCulloch et Regional Galleries Association of Victoria, 1940–1965, the Heroic Years of Australian Painting : the Herald Exhibition, Melbourne, Herald & Weekly Times, 1977 (OCLC 13821350)
- (en) Alan McCulloch et Leonard French, Leonard French, Australia. Catalogue of an exhibition held at the Commonwealth Institute Art Gallery, London, Tuesday 21st March – Sunday 16th April, 1967, Commonwealth Institute (Great Britain), 1967 (OCLC 48867039)
- (en) Alan McCulloch, Artists of the Australian Gold Rush, Lansdowne, 1977 (ISBN 0-7018-0143-3, OCLC 7499741)

## Illustré et écrit par McCulloch
- McCulloch, Alan. So This Was The Spot (Melbourne, 1934)
- Alan McCulloch, Trial by Tandem, London, Allen & Unwin, 1951, 2nd éd. (OCLC 11348802)
- McCulloch Alan, Highway Forty, F. W. Cheshire, 1951 (OCLC 2956451)